# Santa Isabel do Morro Airport
Santa Isabel do Morro Airport är en flygplats i Brasilien.   Den ligger i kommunen Lagoa da Confusão och delstaten Tocantins, i den centrala delen av landet, 600 km nordväst om huvudstaden Brasília. Santa Isabel do Morro Airport ligger 200 meter över havet.
Terrängen runt Santa Isabel do Morro Airport är mycket platt. Trakten runt Santa Isabel do Morro Airport är nära nog obefolkad, med mindre än två invånare per kvadratkilometer..
Omgivningarna runt Santa Isabel do Morro Airport är en mosaik av jordbruksmark och naturlig växtlighet.